# Oldenlandia adscenionis
Oldenlandia adscensionis là một loài thực vật thuộc họ Rubiaceae. Đây là loài đặc hữu của đảo Ascension. Nó đã tuyệt chủng do mất môi trường sống.